# آرثر جي. فيسك
آرثر جي. فيسك هو سياسي أمريكي، ولد في 23 نوفمبر 1868 في بالتيمور في الولايات المتحدة، وتوفي في 25 فبراير 1938 في لوس أنجلوس في الولايات المتحدة. نشط حزبياً في الحزب الجمهوري. وقد انتخب عضو جمعية ولاية كاليفورنيا ‏.